# Chrysosoma guizhouensis
Chrysosoma guizhouensis är en tvåvingeart som beskrevs av Yang 1995. Chrysosoma guizhouensis ingår i släktet Chrysosoma och familjen styltflugor.
Artens utbredningsområde är Guizhou (Kina). Inga underarter finns listade i Catalogue of Life.